# Glashütte Glücksburg
Die Glashütte Glücksburg war eine kursächsische Glashütte in der Glücksburger Heide unweit des Jagdhauses Glücksburg im Amt Seyda im heutigen Sachsen-Anhalt.

## Geschichte
Nachdem die Glashütte Pretzsch aus Mangel an Brennholz zum Erliegen gekommen war, forderte August der Starke am 18. Juli 1699 den Landjägermeister George Heinrich von Carlowitz und den Oberforst- und Wildmeister Theodorus Eberwein auf, einen neuen Ort für die Verlegung dieser Glashütte in den waldreichen Ämtern Schweinitz, Seyda oder Schlieben zu finden. Carlowitz, Eberwein und die Glasfabrikanten Fremel nahmen daraufhin die Gegend selbst in Augenschein und unterbreiteten dem Kurfürsten am 11. August 1699 mehrere Vorschläge. Der Kurfürst entschied sich am 28. Mai 1700 für den Standort Glücksburg. Er ordnete die Errichtung zweier neuer Glashütten an. Die eine sollte vor dem Wilsdruffer Tor in Dresden (→ Ostra-Allee) erbaut werden und die zweite beim Jagdhaus Glücksburg. Die drei aus Italien stammenden Brüder aus der Glasmacherfamilie Fremel erhielten dazu den Bauauftrag. Sie durften das Jagdhaus Glücksburg zur Miete bewohnen, lediglich die Schlosskapelle war abgeschlossen.
Egon Fürst zu Fürstenberg, Curdt Heinrich von Einsiedel und Gottfried von Ryßel bekundeten am 27. Mai 1700 in Dresden, dass der König von Polen und Kurfürst von Sachsen wahrgenommen hat, dass die zu Pretzsch ehemals etablierte Glasmanufaktur große Bedeutung für das Land und den Handel hatte, solche aber, aus Mangel des zu ihrem Betrieb erforderlichen Brennholzes nicht weiter bestehen kann. Daher fühlte sich der Kurfürst-König bewogen, zwei neue Glashütten errichten zu lassen. Eine „nebenst einer Schleifmühle bey dero hiesigen Residentz-Stadt auf dem vorm Wilßdruffer Thore gelegenen und darzu neuerkauften so genanten Stackischen Hammer, und die andere in dem Ambte Seida auf dero so genannten Hauße Gkücksburgk“. Zur besseren Beförderung der Hütten wurden der Statthalter Fürstenberg und der Landkammerrat Joachim Plötz für zwei Jahre als Mitgewerke eingesetzt. Der Aufbau beider neuer Glashütten überließ der Kurfürst-König den Brüdern Constantin, Maximilian und George Fremeln für zunächst zwei Jahre. Mit ihnen wurde ein aus neun Punkten bestehenden Vertrag an jenem Tag abgeschlossen.
Am 28. Mai 1700 schrieb Egon Fürst zu Fürstenberg im Namen des Kurfürst-Königs Friedrich August an den Landjägermeister des Kur-, Meißner und Leipziger Kreis Georg Heinrich von Carlowitz nach Torgau und teilte ihm u. a. mit: „Euch ist vorhin bekannt, welchergestalt wir intentioniret seynd, eine Glaßhütte auf Unser Forst- und Jagthauß Glücksburgk, weil die zu Prezsch aus Mangel des Holzes nicht mehr bestehen kann, anzulegen, allermaßen Wir Uns zu dem Ende mit denen Gebrüdern denen Fremeln, welchen Wir die Anricht- und Fortsezung des ganzen Wercks übergeben, in einen Contract eingelaßen, und ist, was disfalls mit ihnen gehandelt und abgeredet worden, aus beygelegter Copie in mehren zuersehen. Nun dann vermöge deßelben geachten Fremeln unter anderen auch benanntes Jagthauß zu ihrer Wohnung nebst dem Inventario eingeräumet, jedoch daß sie solches insoweit es von ihnen bewohnet wird, in baulichen Wesen auf ihre Kosten erhalten, auch das Inventarium, soviel ihnen darvon übergeben wird, völlig und ohne Abgang wieder ersezen, auch die 60 Thlr. Zinß von Zeit der angefangenen Arbeit anzurechnen, jährlich ins Ambt und zwar bey wehrendem Pacht zu der reservirten Einnahme bezahlen sollen, worbey auch ferner pacisciret worden, daß gedachten Fremeln ein geraumer Platz zu Aufbauung einer Glaßhütte angewiesen werden solle.“
Der kursächsische Oberforst- und Wildmeister Theodor Eberwein zu Annaburg informierte am 9. Juni 1700 den Amtmann Johann Christoph Trebitz, dass der Kurfürst von Sachsen „die Glaßhütte von Prezsch nahe Glücksburgk zu transportiren“ beabsichtigte und bereits den Landjägermeister des Kur-, Meißner und Leipziger Kreis Georg Heinrich von Carlowitz für den 14. Juni 1700 „zu Investitur“ eingeladen hat. Er selbst sollte auch daran teilnehmen. Eberwein lädt daher auch den Seydaer Amtmann zum Treffen ein und bittet ihn, bereits um 7 oder 8 Uhr in Glücksburg zu sein, um alles vorzubereiten. Später schlug er vor, die Verhandlungen in Seyda fortzusetzen, wo man auch übernachten wollte.
Julius Heinrich Meyer wurde am 7. September 1701 als Buchhalter (Hüttenfaktor) für die Glashütten in Dresden und Glücksburg verpflichtet und leitete beide Werke gemeinsam. Als Pächter der Hütten war er ab 1709 für sechs Jahre an den Einkünften beider Hütten unmittelbar beteiligt. 1717 wird er als „Inspector der Glaßmanufacturen“ bezeichnet.
In den Jahren 1715 und 1716 leitete der Hüttenfaktor Heinrich Rothe die Werke in Glücksburg und Dresden. 1717 endete die gemeinsame Verwaltung beider Glashütten, denn Franz Wilhelm Helwig wurde neuer Faktor des Glashütte Glücksburg.
1722 beschwerte sich der Annaburger Oberforst- und Wildmeister über die zunehmende Störungen des Wildbrets im Glücksburger Thiergarten durch die dortigen Glasmacher und dem Unrat ihrer Häuser. Daraufhin ordnete der Kurfürst an, dass der Zugang zur Glashütte nur noch über den Schlosshof zu erfolgen hat und kein Unrat und Müll mehr im Thiergarten aufgeschüttet werden darf.
Durch die zunehmende Holzknappheit in der Glücksburger Heide gab es immer wieder Projekte zur Verlegung der Hütte in holzreichere Gegenden, so 1739 nach Doberlug oder 1750/51 in den Spreewald nach Neu Zauche. 1749 wanderte Hüttenmeister Hellwig zur Baruther Glashütte ab. Deren Chronik berichtet: „Unter Hellwig hatte sich die Hütte sehr entwickelt und seine tüchtigen Arbeiter, die er aus Glücksburg mitgebracht hatte, den Hüttenmeister Wander, die Glasmacher Göhlsdorf, Zietz, Flemmer, Biltz, Schindler, Greiner hielten durch Fleiß und Geschicklichkeit das gute Renommee derselben“. In Glücksburg kam es aus Holzmangel 1751 erstmals zur Stilllegung der Hütte. Im Siebenjährigen Krieg wurde das Glaswerk durch preußische Truppen geplündert und teilweise zerstört. Die Produktion kam nach Kriegsende vollständig zum Erliegen.

## Produktion
Das in Glücksburg produzierte Flaschen- und Fensterglas war von guter Qualität und sehr begehrt. So wurde zum Beispiel 1728 Glas im Wert von rund 21.500 Talern erzeugt.
Nach Haase (s. Sächs. Glas) wurden in Glücksburg auch Gläser für den niederen Adel und die bürgerliche Bevölkerung hergestellt. Die hochwertigeren Gläser wurden in der Dresdener Hütte produziert bzw. wohl auch später Glücksburger Ware (schneiden/schleifen) veredelt.